# Piabucus dentatus
Piabucus dentatus är en fiskart som först beskrevs av Joseph Gottlieb Koelreuter, 1763.  Piabucus dentatus ingår i släktet Piabucus och familjen Characidae. Inga underarter finns listade i Catalogue of Life.